# Виталь, Шмуэль
Шмуэль Виталь (Шмуэль бен Хаим Виталь, 1598, Дамаск — 1677, Каир) — сирийский каббалист XVII века.

## Биография
Рабби Шмуэль Виталь родился в Дамаске в семье известного каббалиста Хаима Виталя, в ту пору главного раввина Сирии. Женился на дочери раввина Яшийи Пинто из Алеппо (известен под акронимом РИАФ, 1565—1648), занявшего место главного раввина Дамаска после смерти Хаима Виталя в 1620 году.
Был судьёй (даяном) еврейской общины Дамаска, основал в городе крупную иешиву.
После смерти отца, систематизировал и опубликовал его труды, экзгумированные в 1650 году, в своём сборнике «Шмона Шеарим» (Восемь врат, circa 1660, переиздавался в сборнике «Драшот Мекор Хаим» в 1772 году в Жолкве и в 1785 году в Кореце). В 1863—1898 годах сборник был издан семитомным изданием в Иерусалиме. Иллюминированный манускрипт «Шмона Шеарим» хранится в библиотеке Хабад в Нью-Йорке.
Рабби Шмуэль Виталь считается самым выдающимся учеником своего отца, рабби Хаима Виталя, и данный сборник был признан рабби Хаимом Азулаем (акроним ХИДА) одним из наиболее точных каббалистических изданий.
В 1663 году рабби Шмуэль Виталь покинул Дамаск и поселился в Каире, где основал крупную иешиву. Оставался в Египте до конца своих дней, за исключением кратковременного пребывания в Цфате. Возглавлял каббалистическую общину «Тикун ха-Тшува».
Среди учеников Виталя выдающийся каббалист рабби Яаков Цемах, а также сын Шмуэля Виталя Моше Виталь, один из видных раввинов Египта.

## Публикации
Помимо прочего, были опубликованы следующие труды рабби Шмуэля Виталя:
- «Тоцъот хаим» (ивр. תוצאות חיים‎) — книга о комментариях Раши к Танаху; собрание проповедей[6];
- «Мекор хаим» (ивр. מקור חיים‎) — собрание проповедей[6] (Ливорно, 1771);
- «Хохмат нашим» (ивр. חכמת נשים‎) — книга об установлениях, связанных с расторжением брака;
- «Шмона шеарим» (ивр. שמונה שערים‎) — каббалический сборник; введение к каббале, впоследствии включенное в «Ez Chajim» (Жолкиев, 1772)[6];
- «Хемдат Исраэль» (ивр. חמדת ישראל‎) — молитвенник (сиддур) с каббалистическими комментариями автора[7]; извлечение из «Schemonah Schearim», содержащее разъяснение сокровенного смысла молитвы[6];
- «Беэр маим хаим» (ивр. באר מים חיים‎) — сборник респонсов[8], находился в собственноручном списке в коллекции Михаеля, № 463[6];
- «Хаим шнаим йешалем» (ивр. חיים שנים ישלם‎) — книга о Талмуде, трудах Маймонида и кодексе «Шулхан арух»;
- «Шаар ха-Шамаим» — трактат по астрономии, астрологии и климатологии[6];
- «Таалумат Хохма» — статьи по медицине, практической каббале и заговорам, в алфавитном порядке[6].